# Червоный Лан (Житомирская область)
Червоный Лан (укр. Червоний Лан) — село на Украине, находится в Малинском районе Житомирской области.
Код КОАТУУ — 1823482807. Население по переписи 2001 года составляет 86 человек. Почтовый индекс — 11600. Телефонный код — 4133. Занимает площадь 0,653 км².

## Адрес местного совета
11640, Житомирская область, Малинский р-н, с. Головки